# كل واحد معركته (فلم مكسيكي)
كل واحد معركته (الإسبانية: Cada quién su lucha) هو فيلم كوميدي مكسيكي يعود إلى عام 1966 من إخراج جيلبرتو مارتينيز سولاريس وبطولة الزوجان الكوميديان فيروتا وكابولينا من أداء ماركو أنطونيو كامبوس وجاسبار هينان، الفيلم بطولة مشتركة لماريا دوفال وبيبي بيل، سيناريو روبرتو غوميز بولانوس.

## الأداء
- ماركو أنطونيو كامبوس بدور فيروتا
- جاسبار هينان بدور كابولينا
- ماريا دوفال بدور لوتشا غارسيا
- بيبي بيل بدور موراليس
- كارلوس أغوستي بدور بدين أنور
- إدواردو سيلفستر في دور جيراردو
- كونسويلو مونتيجودو بدور عميل بدين
- ليو أكوستا في دور عازف إيقاع
- نثنائيل ليون بدور جوليان كيرليس
- ماريو جارسيا "هارابوس" بدور تابع بدين
- كارلوس روفينو بدور تابع بدين
- جوليان دي ميريش بدور مالك لمصنع الحلوى
- غلوريا تشيشفيز في دور سيدة شابة في الحفلة
- رامون فالديز بدور تابع بدين
- كارلوس برافو و فيرناديز بدور عميل بدين

## الإنتاج
بدأ تصوير الفيلم في 16 يونيو 1965 في مواقع تصوير تشوروبوسكو وفي مناطق مختلفة في مكسيكو سيتي.

## العرض الأول
عرض الفيلم لأور مرة في 23 يونيو 1966 في سينما ألاميدا ولمدة أسبوعين.

## روابط خارجية
- كل واحد معركته على موقع IMDb (الإنجليزية)
- كل واحد معركته على موقع فيلمافينيتي (الإسبانية)
- كل واحد معركته على موقع قاعدة بيانات الفيلم (الإنجليزية)
- كل واحد معركته على موقع ليتربوكسد (الإنجليزية)
- كل واحد معركته على موقع كينوبويسك (الروسية)